# Джерела біля с. Артюхівка
Джерело́ бі́ля с. Артюхівка — гідрологічна пам'ятка природи місцевого значення в Україні. Розташоване в межах Роменському районі Сумської області, на північний захід від села Артюхівка. 
Площа 0,02 га. Статус присвоєно згідно з рішенням Сумського облвиконкому від 27.09.1973 року. Перебуває у віданні: ДП «Роменський агролісгосп» (Андріяшівське лісництво, кв. 144, вид. 43, 44).
Охороняється місце виходу на поверхню унікальних гідрогеологічних утворень – самовитічних джерел води доброї питної якості. Складається з основного джерела та декількох малих поряд.